# Sequera de Fresno
Sequera de Fresno è un comune spagnolo di 56 abitanti situato nella comunità autonoma di Castiglia e León.